# Melchior Inchofer
Melchior Inchofer (o Imhofer) (Kőszeg, 1584 circa – Milano, 28 settembre 1648) è stato uno storico, gesuita e latinista austriaco.

## Biografia
Nato intorno al 1585 in una famiglia luterana di Kőszeg, entrò nel Collegio Germanico-Ungarico nel 1605. Non è noto quando e come Inchofer sia diventato cattolico, ma probabilmente la sua conversione fu frutto delle missioni dei Gesuiti, che fecero molti proseliti in terra ungherese. Dopo aver brevemente lasciato Roma per cercare di convertire suo padre, entrò nel noviziato dei gesuiti nel marzo 1607. All'inizio del 1616 fu inviato al Collegio dei gesuiti di Messina, dove tenne lezioni sul normale corso degli studi, insegnando a turno la logica, la fisica, la filosofia, la matematica e la teologia. Ricoprì anche vari incarichi amministrativi. A Messina iniziò la sua attività letteraria, pubblicando nel 1629 un volume in folio, in cui difendeva l'autenticità di una presunta lettera della Vergine Maria ai messinesi (Epistolae B. Mariae V. ad Messanenses veritas vindicata ac plurimis gravissimorum scriptorum testimoniis et rationibus illustrata; ristampato in Unsch. Nachr. 1720, 420). Il libro fu messo all'Indice dei libri proibiti "donec corrigatur" e Inchofer fu richiamato a Roma presso la Congregazione dell'Indice per risponderne. La seconda edizione del libro, corretta anche dal padre Maestro Niccolò Riccardi, passò la censura e fu data alle stampe a Viterbo con l'approvazione della Congregazione dell'Indice (De epistola B. Mariae ad Messanenses conjectatio plurimis rationibus et verosimilitudinibus locuples).
Durante la sua permanenza a Roma fu coinvolto come consulente dell'Inquisizione nel processo a Galileo e immediatamente dopo la fine del processo, pubblicò un trattato contro il sistema copernicano a Roma nel 1633 (Tractatus syllepticus, in quo quid de terrae solisque motu vel statione secundum S. Scripturam et SS. Patres sentiendum quave certitudine alterutra sententia tenenda sit, breviter ostenditur). Un secondo volume analogo, scritto nel 1635, rimase inedito, probabilmente perché i superiori dell'ordine o i censori romani non gli diedero il permesso di stamparlo (il manoscritto è ancora esistente). Verso la fine del 1634, Inchofer ritornò a Messina, dove pubblicò nel 1635 la Historia sacrae latinitatis (ristampata a Monaco di Baviera nel 1638). L'opera, una dotta ricerca sul progresso, lo sviluppo e la corruzione della lingua latina, gli valse gli elogi del filologo tedesco Daniel Georg Morhof, che tuttavia criticò alcune ardite opinioni di Inchofer, come quella secondo la quale i beati del cielo parlerebbero latino. Nel 1636 fece ritorno a Roma e vi rimase fino al 1645.
A Roma tenne dapprima la cattedra di esegesi al Collegio Romano, ma negli ultimi tempi visse "senza compiti" nel Collegio Teutonico. In questi anni fu impegnato come consultore dell'Inquisizione e della Congregazione dell'Indice. Nel 1644 fu pubblicato a Roma il primo volume dei suoi Annales ecclesiastici regni Hungarici. Il secondo volume non vide mai la luce, e anche il primo ricevette l'autorizzazione alla stampa solo con difficoltà. Gli Annales ecclesiastici regni Hungariae raccontano la storia della Chiesa ungherese. Inchofer fu uno dei pionieri della storiografia critica. Lavorando negli archivi vaticani raccolse e pubblicò sistematicamente una grande quantità di fonti scritte per la sua opera, incluse molte che andarono successivamente perdute quando Napoleone disperse le collezioni dell'archivio tra le biblioteche francesi. Solo il primo volume dell'opera di Inchofer fu pubblicato. Il secondo volume esiste solo manoscritto, ed è oggi conservato nella Biblioteca nazionale Széchényi di Budapest. A Roma Inchofer pubblicò anche alcuni lavori minori, tra i quali alcuni opuscoli contro Caspar Schoppe, pubblicati con lo pseudonimo "Eugenio Lavanda" e alcuni scritti astronomici, pubblicati con lo pseudonimo "Academicus Vertumnius". Alcune lettere da lui indirizzate a Leone Allacci furono stampate nelle opere di quest'ultimo. Nella Symmicta (libro II pag. 597-415) fu pubblicata anche una dissertazione De eunuchismo dissertatio ad Leonem Allatium, in cui Inchofer polemizzava con Zaccaria Pasqualigo.
Inchofer fu un grande sostenitore del lavoro di Athanasius Kircher sulla lingua copta.
Nel 1645 fu trasferito al collegio di Macerata dove dedicò il suo tempo libero alla compilazione di una storia di martiri. Gli ultimi anni della sua vita furono turbati da un processo intentatogli dal suo ordine nel 1648, con l'accusa di aver contribuito a scrivere un trattato anti-gesuita. Mentre si dedicava ai suoi studi a Macerata, apprese che a Milano, tra i manoscritti della Biblioteca Ambrosiana, erano conservate le vite di diversi Santi e molte agiografie greche. Intraprese, quindi, un viaggio a Milano per svolgervi le sue ricerche ma, colpito dalla febbre, morì il 28 settembre 1648, all'età di 64 anni.

## Opere
- (LA) Epistolae B. Mariae V. ad Messanenses veritas vindicata ac plurimus gravissimorum scriptorum testimoniis et rationibus illustrata, Pietro Brea, 1629.
- (LA) De epistola B. M. ad Messanenses conjectatio plurimis rationibus et verosimilibus locuples, Lodovico Grignani, 1631.
- (LA) Tractatus syllepticus, Lodovico Grignani, 1633.
- (LA) Historia sacræ latinitatis, Messina, 1635. Riedita a Monaco nel 1638 e a Praga nel 1742.
- (LA)  Annales ecclesiastici regni Hungariæ, Roma, 1644, Presb., 1795-97 (incompiuta) .